# Marco Fichera
Marco Fichera (n. 4 septembrie 1993, Catania, Italia) este un scrimer italian, medaliat olimpic. A participat la 2 ediții ale Jocurilor Olimpice (2016, 2020) în care a câștigat două medalii de aur și o medalie de argint.